# 1923
1923 (MCMXXIII) fue un año común comenzado en lunes según el calendario gregoriano.

## Acontecimientos

### Enero
- 1 de enero: un grupo de señoras funda la Hdad. de Ntra. Sra. del Consuelo, Patrona de Alcolea del Río
- 1 a 7 de enero: en Florida, seis personas negras y dos blancas son asesinadas durante la Masacre de Rosewood, un conflicto de carácter racial. Los residentes de mayoría negra abandonarían el poblado.
- 2 de enero: Inglaterra y Francia no llegan a ningún acuerdo en la Conferencia de Reparaciones celebrada en París.
- 4 de enero: en la Unión Soviética, en un post scriptum a su testamento, Lenin recomienda la destitución de Iosif Stalin.
- 11 de enero: Después del fracaso de las negociaciones, Francia inicia la Ocupación del Ruhr en Alemania.
- 15 de enero: Tras varias revueltas en el territorio, Lituania ocupa el Territorio de Memel, ante las ineficientes recomendaciones de la Sociedad de las Naciones.
- 17 de enero: En España, se da el primer vuelo exitoso del Autogiro Cierva C.4.
- 27 de enero: El empresario español Horacio Echevarrieta, en nombre de España, pacta con Abd el-Krim el rescate de los prisioneros cautivos desde el Desastre de Annual[1]
- 30 de enero: en el marco del Tratado de Lausana, Grecia y Turquía firman el Acuerdo para el Intercambio de Población.

### Febrero
- 1 de febrero: 
  - Regresan a España, tras 18 meses de negociaciones, los presos españoles en poder de Abd-el-Krim.
  - Desde la Ciudad del Vaticano, el papa Pío XI recomienda plegarias públicas para evitar una nueva guerra.
  - En Alemania, la inflación parece no detenerse: un dólar se cambia por 47 500 marcos.
- 3 de febrero: Gran Bretaña reconoce adeudar a Estados Unidos 4600 millones de dólares.
- 4 de febrero: en la península de Kamchatka se registra un fuerte terremoto de 8,4 que desencadena un tsunami con olas de hasta 8 metros que llegan hasta Hawái dejando un total de tres muertos.
- 5 de febrero: 
  - En Italia, el Gobierno de Mussolini ordena la detención de centenares de militantes socialistas.
  - En el Sarre (Alemania) se realiza una huelga general provocada por el recorte de salarios.
- 10 de febrero: 
  - En Sofía (Bulgaria) un incendio destruye por completo el Teatro Nacional.
- 13 de febrero: Se funda en Colombia la Universidad Libre (Colombia), en Bogotá, Colombia.
  - En Egipto se descubre la tumba de Tutankamón.
- 23 de febrero: el parlamento alemán aprueba un decreto-ley contra los especuladores.
- 28 de febrero: Albert Einstein, en el marco de su visita a España, llega a Barcelona, invitado por el científico Esteban Terradas i Illa.

### Marzo
- 1 de marzo: las autoridades franco-belgas amenazan con la pena de muerte a quienes saboteen los medios de transporte en la región del Ruhr.
- 2 de marzo: en Madrid, en el Teatro Eslava, es asesinado el dramaturgo y periodista Luis Antón de Olmet por su compañero de profesión Alfonso Vidal y Planas.[2]
- 3 de marzo: en los Estados Unidos, Henry Luce y Britton Hadden fundan la revista Time.
- 10 de marzo: 
  - En Colombia, llega la misión financiera presidida por el estadounidense Edwin Walter Kemmerer.
  - En Villarreal (España) se funda el Club Deportivo Villarreal, predecesor del Villarreal Club de Fútbol.
  - En Barcelona es asesinado a tiros el líder anarquista Salvador Segui.
- 13 a 31 de marzo: en Moscú, tiene lugar el juicio de Jan Cieplak y otros 17 sacerdotes católicos en la Unión soviética. Varios serán condenados a muerte.[3]
- 22 de marzo: en México, el Gobierno dicta medidas muy rigurosas con objeto de impedir el contrabando de opio.
- 23 de marzo: en Sevilla se estrena la cantata El retablo de maese Pedro, del compositor español Manuel de Falla.
- 24 de marzo: en la provincia china de Sichuan se registra un terremoto de 7,3 que deja un saldo de 4.800 muertos.

### Abril
- 4 de abril: Warner Bros. es incorporada oficialmente como Warner Bros. Pictures, Inc.
- 10 de abril: Adolf Hitler da el discurso nombrado «Derrotaremos a los enemigos de Alemania».
- 14 de abril: otro fuerte terremoto de 8,2 sacude la península de Kamchatka generando un tsunami mucho más fuerte que deja un saldo de 36 víctimas.
- 28 de abril: El Estadio de Wembley abre por primera vez sus puertas al público. Se disputaría el partido final de la Football Association Challenge Cup de 1923 entre el Club Bolton Wanderers y el Club West Ham United.
- 29 de abril: Se celebran las Elecciones generales de España de 1923.

### Mayo
- 10 de mayo: en Lausana (Suiza) es asesinado el representante de la Unión Soviética Vátslav Voróvsky.
- 20 de mayo: en Valencia (España) se inaugura el Camp de Mestalla.
- 22 de mayo: Andrew Bonar Law, primer ministro del Reino Unido, dimite a causa de un cáncer, del que morirá pocos meses después. El nuevo primer ministro será Stanley Baldwin.
- 24 de mayo: Se da fin a la guerra civil irlandesa.
- 26 de mayo: El sábado, se inicia la primera carrera del evento automovilístico de las 24 horas de Le Mans.
- 26 de mayo: un terremoto de 6,0 sacude Irán dejando un saldo de 2.200 muertos.
- 27 de mayo: en París (Francia) se abren las estaciones Trocadéro - Saint-Augustin en la línea 9 del metro de París.

### Junio
- 1 de junio: en la ciudad de Estambul (Turquía), seguidores de la Iglesia ortodoxa turca golpean e intentan secuestrar al patriarca Melecio IV Metaxakis.
- 3 de junio: Apertura de la sección de Saint-Augustin - Chaussée d'Antin en la línea 9 del metro de París.
- 4 de junio: en Zaragoza es asesinado el cardenal y arzobispo de Zaragoza Juan Soldevilla por la banda anarquista de Los Solidarios.
- 5 de junio: en Tafersit (Marruecos), muere en combate Rafael Valenzuela, jefe de la Legión Española. Su sustituto pasa a ser Francisco Franco.
- 9 de junio: Tiene lugar el Golpe de Estado en Bulgaria de 1923, varios grupos opositores, liderados por Alejandro Tsankov deponen al gobierno de Alejandro Stamboliski, siendo éste asesinado poco después.
- 17 de junio: en Villarreal se inaugura el estadio El Madrigal.
- 17 de junio: en Ayán y Ojotsk, los últimos combatientes del Ejército Blanco ruso son derrotados y apresados, algunos logran huir a la República de China.
- 20 y 21 de junio: en El Salvador se registran graves inundaciones.[4]
- 30 de junio: 
  - En Caracas es asesinado Juan Crisóstomo Gómez, vicepresidente de Venezuela y hermano del presidente Juan Vicente Gómez.
  - Ho Chi Minh llega a Petrogrado en la Unión Soviética, para integrarse al movimiento comunista internacional y formarse cómo dirigente revolucionario para liberar a Vietnam de la Indochina Francesa.
- En Moscú (Unión Soviética) entra en funciones operativas el Goskino (Comité Estatal de Cinematografía) tras la fusión de empresas cinematográficas estatales.

### Julio
- 8 de julio: el Partido Comunista de España celebra su segundo congreso, donde se elige como secretario general a Óscar Pérez Solís.
- 20 de julio: en la ciudad de Parral, en el estado de Chihuahua (México) muere asesinado a tiros el general Pancho Villa (45). El rey de la prensa estadounidense, William Randolph Hearst sobornó con 5000 dólares (94 000 dólares de 2025) al dictador mexicano Plutarco Elías Calles para recibir en su oficina la cabeza de Villa como trofeo.
- 20 de julio: en España empieza la prueba de regularidad Pamplona-Lérida-Huesca-Pamplona-San Sebastián de motociclismo.
- 23 de julio: en Bogotá (Colombia) se funda el Banco de la República.
- 24 de julio: en Suiza se firma el Tratado de Lausana entre los Aliados y Grecia y Turquía, como parte de la partición del Imperio otomano.

### Agosto
- 2 de agosto: en Estados Unidos muere el presidente Warren G. Harding debido a un infarto. Le sucede el también republicano Calvin Coolidge.
- 5 de agosto: en León (España), se funda la Cultural y Deportiva Leonesa.
- 9 a 13 de agosto: Ocurren graves disturbios en Alemania  que provocan la dimisión del canciller Wilhelm Cuno. Será sustituido por el líder del Partido Popular Alemán Gustav Stresemann.
- 21 de agosto: fundación del Club Necaxa.
- 23 de agosto: en España se funda el Real Club Celta de Vigo.
- 26 de agosto: en Melilla el acorazado español España queda embarrancado en las rocas. Tras inútiles intentos para reflotarlo, será desguazado.[5]
- 27 de agosto: en la frontera entre Albania y Grecia son asesinados varios militares italianos, Italia exige responsabilidades a Grecia.[6]
- 31 de agosto: 
  - El territorio de Ruanda-Burundi se convierte en «protectorado» belga.
  - Los italianos ocupan la isla griega de Corfú.

### Septiembre
- 1 de septiembre: un gran terremoto de 8,0 azota y devasta gran parte de Japón, matando a 142.800 personas.
- 2 de septiembre: el grupo anarquista Los Solidarios atraca el banco de España en Gijón. El botín es de medio millón de pesetas. Será el atraco más importante de la historia de España.[7]
- 8 de septiembre: en California, siete buques de guerra estadounidenses encallaron en las rocas por culpa de la niebla, se considera el peor desastre naval de EE. UU. en tiempos de paz.[8]
- 13 de septiembre: Golpe de Estado en España, protagonizado por el general Primo de Rivera, que suspende la Constitución, disuelve el Parlamento e instaura la primera dictadura en España del siglo XX.
- 20 de septiembre: Golpe de Estado fallido en Bulgaria. Los comunistas tratan de hacerse con el poder, pero son derrotados.
- 29 de septiembre:
  - Apertura de la sección Porte de Saint-Cloud - Exelmans en la línea 9 del Metro de París.
  - Comenzó de forma oficial el Mandato francés de Siria.
  - Comenzó de forma oficial el Mandato británico de Palestina.

### Octubre
- 2 de octubre: Efthimios Karahisarides, fundador de la Iglesia Ortodoxa Turca sitia y ocupa la sede del Patriarcado Ecuménico de Constantinopla (Estambul), situada en el barrio de Fener, nombra su propio sínodo y se proclama Representante General de todas las Comunidades Ortodoxas (Bütün Ortodoks Cemaatleri Vekil-i Umumisi).
- 13 de octubre: Ankara reemplaza a Estambul como capital de Turquía.
- 16 de octubre: Walt Disney y su hermano Roy, con el animador Ub Iwerks, fundan Disney Bros.
- 21 de octubre: En Aquisgran, ciudad Alemana ocupada por tropas de ocupación Belgas, separatistas renanos proclaman la República Renana.
- 22 de octubre: En Atenas, grupos monárquicos y conservadores dan un golpe de Estado fallido poco antes de las elecciones. Esto provocaría la caída de la monarquía poco después.
- 23 de octubre: En Hamburgo, los comunistas inician el fallido Levantamiento de Hamburgo.
- 27 de octubre: En Irán, Reza Jan accede al puesto de primer ministro del monarca Ahmad Shah Qayar.
- 29 de octubre: 
  - En Turquía, se declara la república y Mustafá Kemal es elegido el primer presidente de la República turca por el parlamento.
  - Comienza por séptima vez la Copa América en Uruguay.

### Noviembre
- 8 de noviembre: en Alemania, se inicia un intento de golpe de Estado en Múnich, llevado a cabo por miembros del Partido Nacionalsocialista Obrero Alemán (NSDAP).
- 9 de noviembre: en Alemania, falla el intento de golpe de Estado en Múnich, por el que fueron procesados y condenados a prisión Adolf Hitler y Rudolf Hess, entre otros dirigentes nazis.
- 16 de noviembre: 
  - Primer vuelo en aeroplano sobre la Antártida
  - Se separan Transjordania y Palestina.
  - Se crea la Interpol.
  - Francia y Bélgica ocupan el Ruhr.
- 23 de noviembre: en Alemania, crisis de gobierno. El canciller Gustav Stresemann dimite al no superar sendas mociones de censura del SPD y el DNVP. El nuevo canciller será el político del Zentrum Wilhelm Marx.
- 24 de noviembre: en París, aparece muerto en un taxi Philip Daudet, hijo del político ultranacionalista Léon Daudet. El asunto provocó un gran escándalo en toda Francia. La causa oficial fue suicidio, aunque su padre siempre defendió que había sido asesinado por anarquistas.

### Diciembre
- 1 de diciembre: En los Alpes bergamascos (Italia) se produce la ruptura de la presa del Gleno, arrasando varios pueblos y provocando 356 muertos.
- 2 de diciembre: En Montevideo (Uruguay) finaliza la Copa América y Uruguay gana su tercera Copa.
- 6 de diciembre: Turquía: el Sínodo Ecuménico elige al metropolitano de Kadiköy (Calcedonia), Gregorio, como nuevo Patriarca Ecuménico de Constantinopla (Estambul) con el nombre de Gregorio VII.
- 6 de diciembre: Se producen elecciones generales en el Reino Unido. El Partido Conservador gana las elecciones, pero pierde la mayoría absoluta.
- 8 de diciembre: En México el general Guadalupe Sánchez ataca y conquista la ciudad de Xalapa, dando comienzo a la Rebelión delahuertista.[9]
- 18 de diciembre: En París, representantes españoles, franceses e ingleses firman el Protocolo de Tánger, convirtiendo la ciudad de Tánger en zona internacional.[10]
- 19 de diciembre: Tras las elecciones del parlamento de Grecia, se decide que el rey  Jorge II abandone temporalmente el país, estableciéndose una regencia temporal hasta la decisión final sobre la forma de estado.[11]
- 25 de diciembre: Alfred Douglas es condenado a 6 meses de cárcel por unas graves acusaciones contra Winston Churchill, acusándole de inteligencia con los alemanes durante la guerra, acusaciones que se probaron falsas.[12]
- 27 de diciembre: En Tokio, un estudiante intenta asesinar al príncipe heredero Hirohito, que logra salir ileso.[13]
- 30 de diciembre: 
  - Apertura de la sección de la línea 10 del metro de París: Invalides - Croix-Rouge.
  - Las estaciones de Sèvres - Croix-Rouge de la línea A de Norte-Sur (futura línea 12 de metro de París) toman su nombre actual: Sèvres-Babylone.

## Nacimientos

### Enero
- 2 de enero: Israel Cavazos, historiador mexicano (f. 2016).
- 4 de enero: Tito Rodríguez, cantante, director de orquesta y músico puertorriqueño (f. 1973).
- 5 de enero: 
  - Norberto Méndez, Tucho, futbolista argentino (f. 1998).
  - Sam Phillips, músico estadounidense (f. 2003).
- 6 de enero: 
  - Jacobo Timerman, periodista argentino (f. 1999).
  - Santiago Grisolía, bioquímico español.(f.2022).

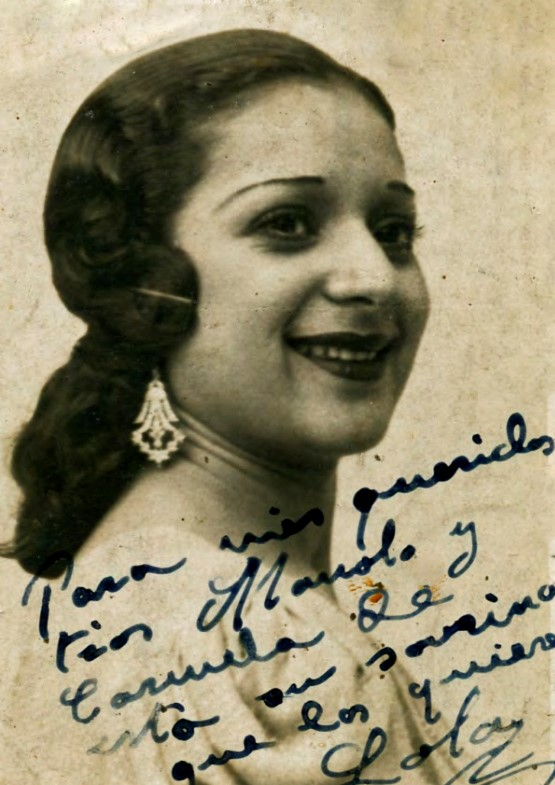
Lola Flores

- 7 de enero: Hector Mayagoitia Domínguez, químico bacteriólogo y político mexicano.(f2023)
- 11 de enero: Carrol Shelby, piloto estadounidense de automovilismo (f. 2012).
- 19 de enero: Jean Stapleton, actriz estadounidense (f. 2013).
- 21 de enero: 
  - Lola Flores, cantante, bailarina y actriz española (f. 1995).
  - Alirio Ugarte Pelayo, político, periodista, diplomático y abogado venezolano (f. 1966).
- 24 de enero: Javier Azagra Labiano, obispo español (f. 2014).
- 28 de enero: Fausto Papetti, músico y orquestador italiano (f. 1999).
- 31 de enero: Guillermo Ganoza Vargas, abogado y empresario peruano,fundador, creador e impulsor del Concurso Nacional de Marinera en Trujillo, Perú.[14] (f. 1988)

### Febrero
- 4 de febrero: Belisario Betancur, político, abogado y periodista colombiano, presidente entre 1982 y 1986 (f. 2018).
- 7 de febrero: Darío José Guitart Manday, biólogo y científico cubano. (f. 2000).
  - Fofó, payaso español (f. 1976).
- 10 de febrero: 
  - Cesare Siepi, bajo italiano (f. 2010).
  - Franco Evangelisti: político italiano. (f. 1993).
- 12 de febrero: Franco Zeffirelli, cineasta italiano.(f. 2019).

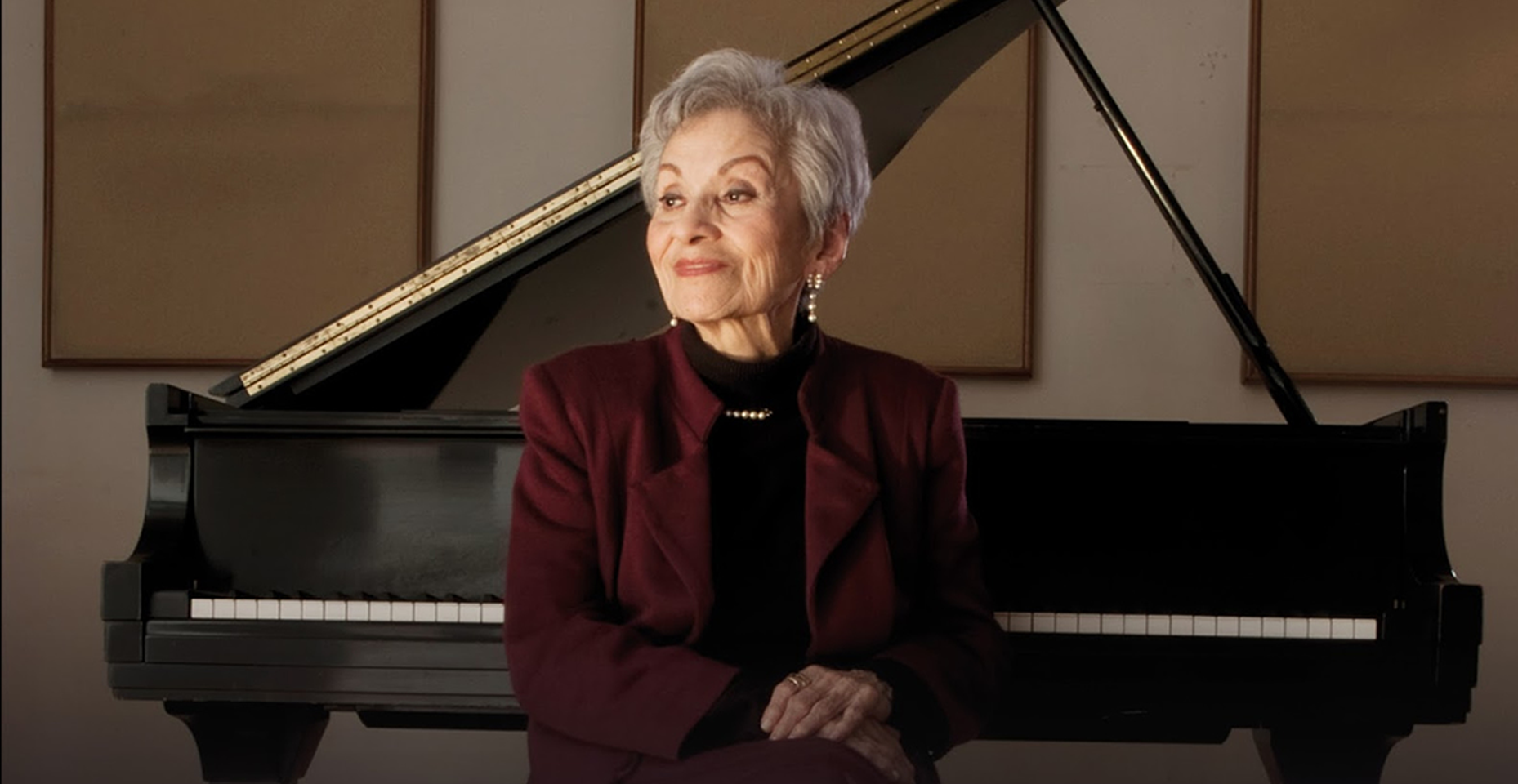
María Teresa Rodríguez

- 13 de febrero: Pedro Gómez Valderrama, escritor y diplomático colombiano (f. 1992).
- 17 de febrero: John Marco Allegro, filólogo británico (f. 1988).
- 18 de febrero: 
  - Allan Melvin, actor estadounidense (f. 2008).
  - María Teresa Rodríguez, pianista mexicana (f. 2013).
- 19 de febrero: Giulio Cabianca, piloto de automovilismo italiano (f. 1961).
- 22 de febrero: Norman Smith, músico y productor británico (f. 2008).

### Marzo
- 1 de marzo: Antonio Lancuentra, profesor español (f. 1975).
- 4 de marzo: Patrick Moore, astrónomo y escritor británico (f. 2012).
- 5 de marzo: Oscar Casco, actor argentino (f. 1993).
- 11 de marzo: 
  - Louise Brough, tenista estadounidense (f. 2014).
  - Eugenio Calabi, matemático estadounidense. (f. 2023).
  - Herbert Richers, productor de cine y empresario brasileño (f. 2009).
- 22 de marzo: Marcel Marceau, actor y mimo francés (f. 2007).
- 25 de marzo: Pedro Coronel, pintor mexicano (f. 1985).
- 29 de marzo: Geoff Duke, piloto británico de automovilismo (f. 2015).

### Abril
- 12 de abril: Dolores Castro, poetisa, narradora, ensayista y crítica literaria mexicana. (f. 2022).
- 17 de abril: Gianni Raimondi, tenor italiano (f. 2008).
- 19 de abril: Carlos Lara Bejarano, radiotelegrafista ecuatoriano (f. 2006).
- 20 de abril: Tito Puente, percusionista puertorriqueño (f. 2000).
- 23 de abril: Manuel Mejía Vallejo, escritor colombiano (f. 1998).
- 25 de abril: 
  - Anita Björk, actriz sueca de cine y teatro (f. 2012).
  - Albert King, guitarrista de blues estadounidense (f. 1992).
- 27 de abril: Guillermo Evans, atleta olímpico argentino (f. 1981).
- 28 de abril: Fina García Marruz, poetisa e investigadora literaria cubana, (f. 2022).

### Mayo

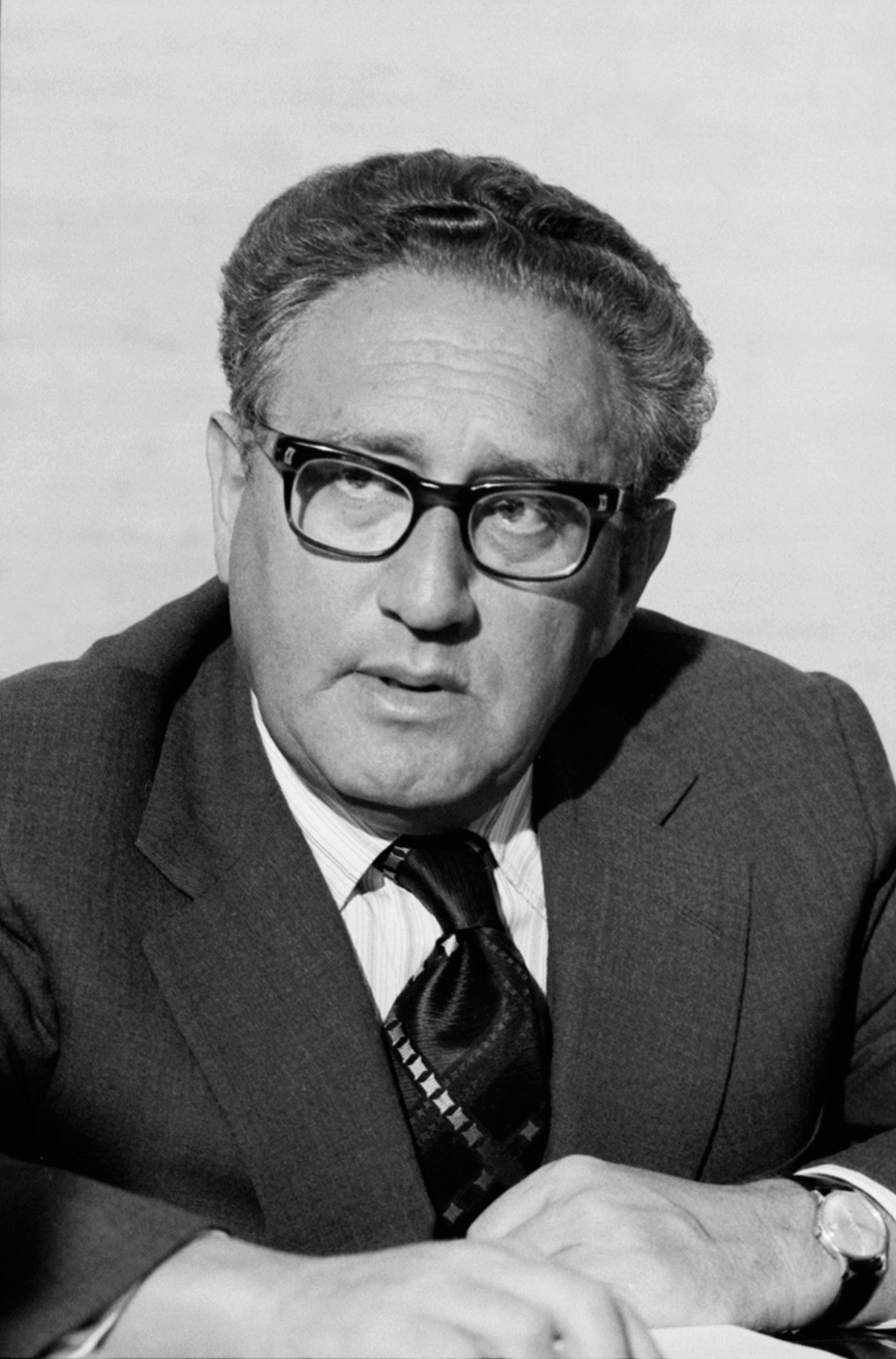
Henry Kissinger

- 5 de mayo: Serguéi Ajroméyev, mariscal Soviético (f. 1991).
- 7 de mayo: Anne Baxter, actriz estadounidense de cine y televisión (f. 1985).
- 8 de mayo: Cheikha Remitti, cantante argelina (f. 2006).
- 9 de mayo: Carlos Bousoño, poeta y crítico literario español (f. 2015).
- 10 de mayo: Henry Fok Ying-tung, empresario chino (f. 2006).
- 14 de mayo: Alfredo Pieroni, escritor y periodista italiano (f. 2011).
- 22 de mayo: Julio Garrett Ayllón, político boliviano (f. 2018).
- 27 de mayo: Henry Kissinger, político estadounidense (f. 2023).
- 28 de mayo: György Ligeti, compositor húngaro (f. 2006).
- 29 de mayo: Eugene Wright, contrabajista estadounidense (f. 2020).
- 31 de mayo: Rainiero III, rey monegasco (f. 2005).

### Junio
- 5 de junio: Jorge Daponte, piloto de automovilismo argentino (f. 1963).
- 6 de junio: Ivor Bueb, piloto de automovilismo británico (f. 1959).
- 13 de junio: Antonio Pereira (escritor), escritor  (f. 2009).
- 16 de junio: Ron Flockhart, piloto británico de automovilismo (f. 1962).
- 26 de junio: Juan Ramón Cabrera (f. 1973).
- 28 de junio: Adolfo Schwelm-Cruz, piloto de automovilismo argentino (f. 2012).
- 29 de junio: Chou Wen-chung, compositor sinoestadounidense (f. 2019).

### Julio
- 1 de julio: Herman Chernoff, matemático estadístico estadounidense.
- 5 de julio: Olimpo Cárdenas, cantante ecuatoriano (f. 1991).
- 7 de julio: Eduardo Falú, guitarrista, cantante y compositor argentino (f. 2013).
- 8 de julio: Manuel Alvar, filólogo español (f. 2001).
- 12 de julio: 
  - Miguel Artola Gallego, historiador español (f. 2020).
  - Jonás Gómez Gallo, empresario y político chileno (f. 2019).
- 15 de julio: Anilda Leão, poetisa, escritora, activista feminista, actriz y cantante brasileña (f. 2012).
- 17 de julio: 
  - Enrique Angelelli, obispo argentino (f. 1976).
  - John Cooper, piloto de automovilismo británico (f. 2000).
- 18 de julio: Héctor Tosar, compositor y pianista uruguayo (f. 2002).
- 20 de julio: Gonzalo de la Puente y Lavalle, abogado, banquero y empresario peruano.(f.2019).
- 23 de julio: Cyril M. Kornbluth, escritor estadounidense (f. 1958).
- 25 de julio: Dori Parra de Orellana, política venezolana (f. 2007).[15]
- 31 de julio: Ahmet Ertegün, productor musical estadounidense (f. 2006).

### Agosto
- 8 de agosto: Antonio Quarracino, cardenal católico argentino (f. 1998).
- 9 de agosto: Mário Cesariny de Vasconcelos, poeta y pintor portugués (f. 2006).
- 25 de agosto: Samara de Córdova, actriz guatemalteca (f. 2015).
- 26 de agosto: Wolfgang Sawallisch, director de orquesta y pianista alemán (f. 2013).
- 29 de agosto: Lord Richard Attenborough, actor británico (f. 2014).

### Septiembre
- 2 de septiembre: 
  - Walerian Borowczyk, director de cine, pintor, grafista y escritor polaco. (f. 2006).
  - Paul Edwards, filósofo austríaco-estadounidense (f. 2004).
- 6 de septiembre: Jorge Vanegas Muñoz, poeta, novelista y periodista ecuatoriano (f. 2003).
- 8 de septiembre: Joy Laville, pintora y escultora inglesa nacionalizada mexicana (f. 2018).
- 10 de septiembre: 
  - Paulo de Carvalho Neto, antropólogo y folclorista brasileño (f. 2003).
  - Guillermo Gaviria Echeverri, empresario, ingeniero, periodista y político colombiano (f.2014).
- 17 de septiembre: Hank Williams, cantante y guitarrista de country estadounidense (f. 1953).
- 18 de septiembre: Xavier Vals, pintor español (f. 2006).
- 22 de septiembre: Dannie Abse, médico y poeta británico (f. 2014).
- 24 de septiembre: Raoul Bott, matemático húngaro (f. 2005).
- 25 de septiembre: Don Adams, actor y humorista estadounidense (f. 2005).

### Octubre
- 2 de octubre: Eugenio Cruz Vargas, poeta y pintor chileno (f. 2014).
- 4 de octubre: Glynis Johns, actriz estadounidense (f. 2024).
- 5 de octubre: Ricardo Lavié, actor argentino (f. 2010).
- 6 de octubre: Yaşar Kemal, escritor turco (f. 2015).
- 7 de octubre: Irma Grese, supervisora de prisioneros en los campos de concentración de Auschwitz-Birkenau (f. 1945).
- 14 de octubre: Nicholas Fisk, escritor británico (f. 2016).
- 15 de octubre: Italo Calvino, escritor italiano (f. 1985).
- mediados de octubre: Jorge Morello, ecólogo argentino (f. 2013).
- 20 de octubre: Cameron Macauley, fotógrafo estadounidense (f. 2007).
- 26 de octubre: Joan Oró, bioquímico español (f. 2004).
- 27 de octubre: Roy Lichtenstein, pintor estadounidense (f. 1997).
- 29 de octubre: 
  - Luis Bras, dibujante, diseñador gráfico y cineasta argentino, pionero de la animación (f. 1995).
  - Carl Djerassi, químico y novelista austriaco (f. 2015).
- 31 de octubre: Hugo Ordóñez Espinosa, abogado, periodista, catedrático universitario y funcionario público ecuatoriano (f. 2020).

### Noviembre
- 1 de noviembre: Victoria de los Ángeles, soprano española (f. 2005).
- 10 de noviembre: Hachikō, perro japonés (f. 1935).
- 11 de noviembre: Jorge Arias Gómez, abogado, docente e historiador salvadoreño (f. 2002).
- 12 de noviembre: 
  - Rubén Bonifaz Nuño, poeta y clasicista mexicano (f. 2013).
  - Alirio Díaz, músico venezolano (f. 2016).
- 15 de noviembre: Lento Goffi, poeta, crítico literario y periodista italiano  (f. 2008).
- 19 de noviembre: María Isabel Chorobik de Mariani, activista de derechos humanos en Argentina (f. 2018).
- 22 de noviembre: Arthur Hiller, cineasta canadiense (f. 2016).
- 23 de noviembre: Sathya Sai Baba, gurú indio (f. 2011).

### Diciembre
- 2 de diciembre: Maria Callas, soprano estadounidense de origen griego (f. 1977).
- 8 de diciembre: Olga Gallego Domínguez, historiadora, académica y escritora española (f. 2010).
- 10 de diciembre: Jorge Semprún, escritor español (f. 2011).
- 11 de diciembre: Betsy Blair, actriz estadounidense (f. 2009).
- 13 de diciembre: 
  - Pascual Enguídanos, escritor español (f. 2006).
  - Philip Warren Anderson, físico estadounidense (f. 2020).
  - Alfonso Osorio García, político español (f. 2018).
- 14 de diciembre: Raquel Tibol, crítica y estudiosa del arte mexicano (f. 2015).
- 19 de diciembre: Onofre Marimón, piloto de automovilismo argentino (f. 1954).
- 20 de diciembre: María Rosa Gallo, actriz argentina (f. 2004).
- 26 de diciembre: Magda Zsabka, deportista húngara (f. 1970).

## Fallecimientos

### Enero
- 3 de enero: Jaroslav Hašek, novelista checo (n. 1883).

### Febrero
- 7 de febrero: Julio Flórez, poeta colombiano (n. 1867).
- 10 de febrero: Wilhelm Conrad Röntgen, físico alemán, premio nobel de física en 1901 (n. 1845).

### Marzo
- 8 de marzo: Johannes Diderik van der Waals, físico neerlandés, premio nobel de física en 1910 (n. 1837).
- 19 de marzo: Vicente Climent, pintor español.

### Abril
- 4 de abril: John Venn, matemático británico (n. 1834).
- 5 de abril: Lord Carnarvon, aristócrata británico, financiador de la excavación de la tumba del faraón Tutankamon (n. 1866).
- 13 de abril: Marceliano Vélez, militar y político colombiano (n. 1832).
- 24 de abril: Rosario Bourdón, director de orquesta y chelista canadiense (n. 1885).

### Mayo
- 5 de mayo: Rosario de Acuña, escritora española (n. 1850).

### Julio
- 7 de julio: Abilio Manuel Guerra Junqueiro, poeta portugués (n. 1850).
- 15 de julio: Wilhelm Jerusalem, filósofo y pedagogo austriaco (n. 1854).
- 20 de julio: Pancho Villa, revolucionario mexicano (n. 1878).

### Septiembre
- 11 de septiembre: Marcelino Gilibert, militar francés, fundador de la Policía Nacional de Colombia (n. 1839).
- 10 de septiembre: Baldomero Lillo, cuentista chileno (n. 1867).
- 21 de septiembre: Fidel Pagés, médico militar español (n. 1886).
- 26 de septiembre: Luis Tezza, beato italiano (n. 1841).

### Octubre
- 10 de octubre: Andres Avelino Caceres, coronel militar y 34.º presidente del Perú (n. 1833)
- 26 de octubre: José María Rivas Groot, poeta, novelista, periodista, historiador y político colombiano (n.1864)

### Noviembre
- 19 de noviembre: Jacinto Octavio Picón, escritor, pintor, crítico de arte y periodista español (n. 1852).
- 27 de noviembre: Duilio Marzio, actor argentino (f. 2013).

### Diciembre
- 4 de diciembre: Maurice Barrès, político y escritor nacionalista francés (n. 1862).
- 21 de diciembre: Juan R. Escudero, líder revolucionario obrero mexicano (n. 1890).
- 23 de diciembre: Nicolás Esguerra, político colombiano (n. 1838).
- 27 de diciembre: Lluís Domènech i Montaner, arquitecto español (n. 1850).

## Arte y literatura
- Jorge Luis Borges publica su primer libro: Fervor de Buenos Aires.
- César Vallejo publica Escalas melografiadas y Fabla salvaje.
- Rainer María Rilke publica Elegías de Duino y Los Sonetos a Orfeo.
- En Anekal (India), el sanscritólogo Pandit Subbaraya Shastry (1866-1941), termina de componer mediante la mediumnidad el Vaimanika-shastra (escritura acerca de las naves voladoras vimana); después afirmará que se trata de un «texto antiquísimo compuesto por el sabio Bharadwash».
- Edgar Rice Burroughs: Tarzán y el león dorado.
- Agatha Christie: Asesinato en el campo de golf.
- Yibrán Jalil Yibrán: El profeta.

## Deportes
- 10 de enero: fundación del Elche Club de Fútbol.
- 10 de marzo: fundación del Villarreal Club de Fútbol.
- 15 de enero: fundación del Viveiro Club de Fútbol.
- 9 de febrero: fundación de la Unión Deportiva Salamanca.
- 2 de abril: fundación de la Federación de Castilla y León de Fútbol.
- 19 de mayo: construcción del campo del Valencia Club de Fútbol (Mestalla).
- 26 de mayo: largan por primera vez las 24 Horas de Le Mans.
- 5 de agosto: fundación de la Cultural y Deportiva Leonesa.
- 23 de agosto: fundación del Real Club Celta de Vigo.
- 17 de septiembre: fundación de Luis Ángel Firpo, club de fútbol salvadoreño de Usulután.
- 28 de octubre: inauguración del Autódromo de Sitges-Terramar San Pedro de Ribas (Barcelona).
- Se funda la Copa Chatham, el campeonato de fútbol más antiguo de Nueva Zelanda.
- Se funda el Club Deportivo Calahorra.

## Cine
- George Fitzmaurice: La Ciudad Eterna.

## Música
- George W. Thomas graba «The rocks», uno de los temas precursores del boogie-woogie, con el seudónimo de Clay Custer.

## Premios Nobel
- Física: Robert Andrews Millikan.
- Química: Fritz Pregl.
- Medicina: Frederick Grant Banting, John James Richard Macleod.
- Literatura: William Butler Yeats.
- Paz: destinado al fondo especial de esta sección del premio.